# Atrax yorkmainorum
Atrax yorkmainorum is een spinnensoort uit de familie Atracidae. De soort komt voor in Australië.